# Sjinkie Knegt
Sjinkie Knegt (Bantega, 5 juli 1989) is een Nederlands shorttracker. Zijn beste afstanden zijn de 1000 meter, de 1500 meter en daarnaast is hij de afmaker van het aflossingsteam. Knegt staat bekend om zijn spectaculaire inhaalacties en het 'telescoopbeen' waarmee hij soms pas op de streep zijn concurrenten passeert. Zijn bijnaam is De Schicht uit Bantega. Sinds het EK Shorttrack in 2021, waarin Knegt voor het eerst na het oplopen van zware brandwonden internationaal eremetaal behaalde, wordt hij ook wel De Feniks út Fryslân genoemd.
Op de Olympische Winterspelen van 2010 in Vancouver, Canada, maakte Knegt zijn olympische debuut. Op de Olympische Winterspelen van 2014 in Sotsji, Rusland, behaalde hij op de 1000 meter, als eerste Nederlander, een olympische shorttrackmedaille: brons. Verder behaalde hij op de Olympische Winterspelen van 2018 in Pyeongchang, Zuid-Korea, zilver op de 1500 meter Daarnaast werd hij op de wereldkampioenschappen shorttrack 2014 wereldkampioen met de aflossingsploeg en won hij op de wereldkampioenschappen shorttrack 2015 de individuele allround wereldtitel. Knegt is daarnaast drievoudig Europees kampioen allround. In 2012, 2015 en 2018.

## Biografie
Knegt is vernoemd naar zijn oom Ching Ting (roepnaam Chinky of Sjinkie) die in 1982 op 18-jarige leeftijd om het leven kwam bij een brommerongeluk. Knegt werd rond 2000 als elfjarige ontdekt door Kosta Poltavets. In die eerste jaren sloot routinier Rintje Ritsma zo nu en dan bij het shorttrackgroepje aan voor andere trainingsmogelijkheden omdat krachttraining wegens rugklachten niet meer lukte. Hij debuteerde in januari 2009 bij het Europese kampioenschappen shorttrack 2009 in Turijn met zilver op de aflossing. Daarvoor was de shorttracker al enige tijd succesvol bij de junioren.
2010/2011 was Knegts eerste succesvolle seizoen. Tijdens de wereldbekerwedstrijd in Shanghai behaalde Sjinkie als eerste Nederlander een zilveren medaille bij een wereldbekerwedstrijd. Hij deed dat op de 1000 meter. Tijdens de Europese kampioenschappen shorttrack 2011 in Thialf, Heerenveen werd Knegt derde in het eindklassement (zilver 1500m, derde 3000m superfinale). Het Nederlandse herenteam (Daan Breeuwsma, Niels Kerstholt, Sjinkie Knegt en Freek van der Wart) won de Europese titel. Samen met het goud van de dames (Jorien ter Mors, Sanne van Kerkhof, Yara van Kerkhof en Annita van Doorn) het eerste goud voor Nederland in de historie van de EK. Bij de wereldbekerwedstrijden verraste de mannenploeg (Daan Breeuwsma, Niels Kerstholt, Sjinkie Knegt en Freek van der Wart) met een overwinning in Moskou (eerste keer voor Nederland). Daarnaast was er brons in Shanghai en een derde plaats in het wereldbekerklassement. Bij de wereldkampioenschappen in Sheffield eindigde het team als vijfde.
In 2012 werd Knegt als eerste Nederlander Europees kampioen. In het jaar 2013 liet hij zich zien met zilver op de 1000 meter bij het wereldkampioenschap.
Het olympische seizoen 2014 begon met een opmerkelijk akkefietje. Knegt werd in eerste instantie derde op de Europese kampioenschappen, maar na een schoppende beweging en het tonen van zijn beide middelvingers tijdens de aflossing, werd hij gediskwalificeerd voor de eindstand van het allroundtoernooi. Op de Olympische Winterspelen 2014 in Sotsji werd Knegt derde op de 1000 meter, zijn bronzen medaille betekende de eerste shorttrackmedaille in de Nederlandse geschiedenis. In de finale van de olympische relay ging het echter mis, dit werd door Knegt en zijn ploeggenoten een maand later rechtgezet door wel de wereldtitel op de relay bij de wereldkampioenschappen shorttrack 2014 in Montréal te winnen.
In het wereldbekerseizoen 2014/2015 stond Knegt acht keer op het podium, maar geen enkele op het hoogste treetje. Wel werd hij op 26 januari in Dordrecht Europees kampioen 2015 en hij voegde daar op 15 maart in Moskou daar de individuele wereldtitel aan toe.
In 2015 werd Knegt uitgeroepen tot Sportman van het jaar. Hij ontving de prijs uit handen van Reinier Paping. Op 12 februari 2016 kwam Knegt zwaar ten val in de laatste ronde tijdens de World Cup Finale in Dordrecht op het onderdeel relay.
Op de Olympische Winterspelen van Olympische Winterspelen 2018 in Pyeongchang, Zuid-Korea behaalde Knegt een zilveren medaille op de 1500 meter. Hij kwam echter voor goud naar Zuid-Korea en uitte daarom zijn teleurstelling over de tweede plaats. Tegelijkertijd gaf hij aan dat hij nog drie kansen op een gouden medaille had. Bij de 5000 meter aflossing 1000 meter mannen en de 500 meter mannen werd hij echter gediskwalificeerd.
Op 10 januari 2019 liep Knegt thuis bij het aansteken van de kachel ernstige brandwonden op aan zijn gezicht, borst, benen en voeten.

## Persoonlijke records
| Afstand                       | Tijd     | Datum            | Locatie               | Locatie                          | Overig |
| Afstand                       | Tijd     | Datum            | Baan                  | Plaats                           | Overig |
| ----------------------------- | -------- | ---------------- | --------------------- | -------------------------------- | ------ |
| 500 meter                     | 40,263   | 2 november 2018  | Olympic Oval          | Calgary, Canada                  | NR     |
| 1000 meter                    | 1.22,413 | 18 maart 2018    | Maurice Richard Arena | Montréal, Canada                 | NR     |
| 1500 meter                    | 2.07,943 | 13 november 2016 | Utah Olympic Oval     | Salt Lake City, Verenigde Staten | WR     |
| 3000 meter                    | 4.43,653 | 8 januari 2017   | Jaap Edenbaan         | Amsterdam, Nederland             |        |
| 5000 meter aflossing          | 6.28,879 | 4 november 2018  | Olympic Oval          | Calgary, Canada                  | NR     |
| 2000 meter gemengde aflossing | 2.38,492 | 4 november 2018  | Olympic Oval          | Calgary, Canada                  | NR     |

## Resultaten

#### Olympische Winterspelen & Wereld-, Europese en Nederlandse kampioenschappen
| Jaar | Evenement                    | Locatie                  | 500 meter        | 1000 meter       | 1500 meter       | 3000 meter (superfinale) | Klassement       | 5000 meter aflossing |
| ---- | ---------------------------- | ------------------------ | ---------------- | ---------------- | ---------------- | ------------------------ | ---------------- | -------------------- |
| 2008 | Wereldkampioenschappen       | Gangneung, Zuid-Korea    | Niet deelgenomen | Niet deelgenomen | Niet deelgenomen | Niet deelgenomen         | Niet deelgenomen | Niet deelgenomen     |
| 2008 | Europese kampioenschappen    | Ventspils, Letland       | Niet deelgenomen | Niet deelgenomen | Niet deelgenomen | Niet deelgenomen         | Niet deelgenomen | Niet deelgenomen     |
| 2008 | Nederlandse kampioenschappen | Amsterdam, Nederland     | PEN              | PEN              | Brons            | Zilver                   | 4e               | –                    |
| 2009 | Wereldkampioenschappen       | Wenen, Oostenrijk        | 10e              | 7e               | 16e              |                          | 13e              |                      |
| 2009 | Europese kampioenschappen    | Turijn, Italië           | 16e              | 8e               | PEN              |                          | 23e              | Zilver               |
| 2009 | Nederlandse kampioenschappen | Zoetermeer, Nederland    | Goud             | PEN              | Zilver           | Zilver                   | Zilver           | –                    |
| 2010 | Olympische Winterspelen      | Vancouver, Canada        | 28e              | 11e              | 14e              | –                        | –                |                      |
| 2010 | Wereldkampioenschappen       | Sofia, Bulgarije         | 24e              | 20e              | 12e              |                          | 18e              |                      |
| 2010 | Europese kampioenschappen    | Dresden, Duitsland       | 6e               | 11e              | 5e               | 7e                       | 8e               | 7e                   |
| 2010 | Nederlandse kampioenschappen | Tilburg, Nederland       | Niet deelgenomen | Niet deelgenomen | Niet deelgenomen | Niet deelgenomen         | Niet deelgenomen | Niet deelgenomen     |
| 2011 | Wereldkampioenschappen       | Sheffield, Engeland      | PEN              | 25e              | 12e              |                          | 22e              | 5e                   |
| 2011 | Europese kampioenschappen    | Heerenveen, Nederland    | Brons            | 10e              | Goud             | Zilver                   | Zilver           | Goud                 |
| 2011 | Nederlandse kampioenschappen | Groningen, Nederland     | Zilver           | Zilver           | Goud             | Zilver                   | Goud             | –                    |
| 2012 | Wereldkampioenschappen       | Shanghai, China          | 5e               | 10e              | 6e               | 6e                       | 6e               | Zilver               |
| 2012 | Europese kampioenschappen    | Mladá Boleslav, Tsjechië | 11e              | Goud             | Goud             | Brons                    | Goud             | Goud                 |
| 2012 | Nederlandse kampioenschappen | Heerenveen, Nederland    | PEN              | Brons            | 11e              | Goud                     | Brons            | –                    |
| 2013 | Wereldkampioenschappen       | Debrecen, Hongarije      | 15e              | Zilver           | 9e               | 4e                       | 5e               | Brons                |
| 2013 | Europese kampioenschappen    | Malmö, Zweden            | Zilver           | 10e              | Goud             | Zilver                   | Zilver           | Zilver               |
| 2013 | Nederlandse kampioenschappen | Amsterdam, Nederland     | Brons            | Brons            | Brons            | 6e                       | Brons            | –                    |
| 2014 | Olympische Winterspelen      | Sotsji, Rusland          | 8e               | Brons            | 12e              | –                        | –                | 4e                   |
| 2014 | Wereldkampioenschappen       | Montréal, Canada         | 22e              | Zilver           | 9e               | 7e                       | 8e               | Goud                 |
| 2014 | Europese kampioenschappen    | Dresden, Duitsland       | Zilver           | 5e               | 7e               | Zilver                   | PEN              | Zilver               |
| 2014 | Nederlandse kampioenschappen | Amsterdam, Nederland     | Zilver           | Goud             | Goud             | Goud                     | Goud             | –                    |
| 2015 | Wereldkampioenschappen       | Moskou, Rusland          | 4e               | 10e              | Zilver           | Goud                     | Goud             | Brons                |
| 2015 | Europese kampioenschappen    | Dordrecht, Nederland     | Zilver           | Goud             | Goud             | 4e                       | Goud             | Brons                |
| 2015 | Nederlandse kampioenschappen | Amsterdam, Nederland     | Goud             | Goud             | Goud             | Goud                     | Goud             | –                    |
| 2016 | Wereldkampioenschappen       | Seoel, Zuid-Korea        | Niet deelgenomen | Niet deelgenomen | Niet deelgenomen | Niet deelgenomen         | Niet deelgenomen | Niet deelgenomen     |
| 2016 | Europese kampioenschappen    | Sotsji, Rusland          | Goud             | 8e               | 8e               | 5e                       | 4e               | Goud                 |
| 2016 | Nederlandse kampioenschappen | Amsterdam, Nederland     | Niet deelgenomen | Niet deelgenomen | Niet deelgenomen | Niet deelgenomen         | Niet deelgenomen | Niet deelgenomen     |
| 2017 | Wereldkampioenschappen       | Rotterdam, Nederland     | Goud             | 14e              | 5e               | Goud                     | Zilver           | Goud                 |
| 2017 | Europese kampioenschappen    | Turijn, Italië           | Goud             | PEN              | PEN              | Brons                    | Brons            | Goud                 |
| 2017 | Nederlandse kampioenschappen | Amsterdam, Nederland     | Brons            | 4e               | Goud             | Brons                    | Brons            | –                    |
| 2018 | Olympische Winterspelen      | Pyeongchang, Zuid-Korea  | PEN              | PEN              | Zilver           | –                        | –                | PEN                  |
| 2018 | Wereldkampioenschappen       | Montréal, Canada         | PEN              | Brons            | 10e              | 6e                       | 8e               | 4e                   |
| 2018 | Europese kampioenschappen    | Dresden, Duitsland       | Goud             | Goud             | Goud             | 5e                       | Goud             | Goud                 |
| 2018 | Nederlandse kampioenschappen | Heerenveen, Nederland    | Brons            | 5e               | Zilver           | DNS                      | 4e               | –                    |
| 2019 | Wereldkampioenschappen       | Sofia, Bulgarije         |                  |                  |                  |                          |                  |                      |
| 2019 | Europese kampioenschappen    | Dordrecht, Nederland     | Niet deelgenomen | Niet deelgenomen | Niet deelgenomen | Niet deelgenomen         | Niet deelgenomen | Niet deelgenomen     |
| 2019 | Nederlandse kampioenschappen | Heerenveen, Nederland    | Niet deelgenomen | Niet deelgenomen | Niet deelgenomen | Niet deelgenomen         | Niet deelgenomen | Niet deelgenomen     |

### Wereldkampioenschappen shorttrack junioren
| Jaar | Evenement                       | Locatie       | 500 meter | 1000 meter | 1500 meter | 1500 meter (superfinale) | Klassement | 2000 meter aflossing |
| ---- | ------------------------------- | ------------- | --------- | ---------- | ---------- | ------------------------ | ---------- | -------------------- |
| 2008 | Wereldkampioenschappen junioren | Bozen, Italië | 33e       | 32e        | 16e        |                          | 25e        | 10e                  |

### Wereldbekermedailles
500 meter
 Salt Lake City, Verenigde Staten: 2014/2015
 Seoel, Zuid-Korea: 2014/2015
 Shanghai, China: 2015/2016
 Dordrecht, Nederland: 2017/2018
 Calgary, Canada: 2016/2017
 Shanghai, China: 2016/2017
1000 meter
 Dordrecht, Nederland: 2017/2018
 Shanghai, China: 2010/2011
 Dordrecht, Nederland: 2011/2012
 Shanghai, China: 2014/2015
 Erzurum, Turkije: 2014/2015
 Minsk, Wit-Rusland: 2016/2017
 Almaty, Kazachstan: 2018/2019
 Salt Lake City, Verenigde Staten: 2014/2015
 Seoel, Zuid-Korea: 2014/2015
 Dresden, Duitsland: 2014/2015
 Eindklassement 1000 meter: 2014/2015
1500 meter
 Nagoya, Japan: 2015/2016
 Salt Lake City, Verenigde Staten: 2016/2017
 Calgary, Canada: 2016/2017
 Dresden, Duitsland: 2016/2017
 Salt Lake City, Verenigde Staten: 2018/2019
 Montréal, Canada: 2015/2016
 Toronto, Canada: 2015/2016
 Shanghai, China: 2015/2016
 Gangneung, Zuid-Korea: 2016/2017
 Shanghai, China: 2017/2018
 Nagoya, Japan: 2012/2013
 Turijn, Italië: 2013/2014
 Montréal, Canada: 2014/2015
 Dresden, Duitsland: 2015/2016
 Shanghai, China: 2016/2017
 Boedapest, Hongarije: 2017/2018
 Eindklassement 1500 meter: 2016/2017
 Eindklassement 1500 meter: 2015/2016
 Eindklassement 1500 meter: 2017/2018
5000 meter aflossing
 Moskou, Rusland: 2010/2011
 Dordrecht, Nederland: 2011/2012
 Seoel, Zuid-Korea: 2014/2015
 Dresden, Duitsland: 2014/2015
 Nagoya, Japan: 2015/2016
 Minsk, Wit-Rusland: 2016/2017
 Almaty, Kazachstan: 2018/2019
 Nagoya, Japan: 2012/2013
 Shanghai, China: 2012/2013
 Sotsji, Rusland: 2012/2013
 Dresden, Duitsland: 2012/2013
 Shanghai, China: 2014/2015
 Montréal, Canada: 2015/2016
 Dordrecht, Nederland: 2015/2016
 Salt Lake City, Verenigde Staten: 2016/2017
 Calgary, Canada: 2016/2017
 Shanghai, China: 2016/2017
 Dresden, Duitsland: 2016/2017
 Dordrecht, Nederland: 2017/2018
 Seoel, Zuid-Korea: 2017/2018
 Shanghai, China: 2010/2011
 Turijn, Italië: 2013/2014
 Erzurum, Turkije: 2014/2015
 Eindklassement 5000 meter aflossing: 2014/2015
 Eindklassement 5000 meter aflossing: 2016/2017
 Eindklassement 5000 meter aflossing: 2012/2013
 Eindklassement 5000 meter aflossing: 2015/2016
 Eindklassement 5000 meter aflossing: 2010/2011
2000 meter gemengde aflossing
 Calgary, Canada: 2018/2019
 Salt Lake City, Verenigde Staten: 2018/2019